# جامعة عمان العربية
جامعة عمان العربية هي إحدى الجامعات الأردنية الخاصة ، تأسست عام 1999م كجامعة خاصة تختص بالدراسات الجامعية العليا وذلك تحت مسمى جامعة عمان العربية للدراسات العليا وكانت بذلك أول جامعة أردنية مختصة في برامج الدراسات العليا تطرح برنامجي الماجستير والدكتوراه، وهي جامعة معتمدة اعتماداً عاماً وخاصاً وعضواً في اتحاد الجامعات العربية والعالمية والإسلامية.

## جامعة عمان العربية
في مطلع عام 2009م عملت الجامعة على فتح باب القبول والتسجيل في برنامج البكالوريوس وتغيير اسم الجامعة ليصبح جامعة عمان العربية .
لقد كان تأسيس جامعة خاصة مناظرة للجامعات المتميزة في الدول المتقدمة حافزاً أساسياً لإنشاء جامعة عمان بحيث تؤدي رسالتها بأمانة، وتقوم بوظائفها بكفاءة وتحقق أهدافها بفعالية.
وهذا هو الحافز الرئيسي الذي دفع نخبة من الأكاديميين ومن رجالات الفكر والعلم والمهن والأعمال المهتمين بالتعليم الجامعي إلى تأسيس جامعة عمان العربية، كما كانت حاجة الجامعات ومعاهد التعليم العالي ومؤسسات الدولة ومرافقها إلى قيادات مؤهلة أكاديمياً تأهيلاً عالياً ومتميزاً لمواجهة متطلبات الحياة المعاصرة وتحدياتها كان أيضاً حافزاً مهماً لتأسيس الجامعة.
لقد رفدت الجامعة المجتمع المحلي والعربي بكفاءات متميزة حيث بلغ عدد الخريجين في كافة المراحل 7050 طالب يقوم على تدريسهم نخبة متميزة من أعضاء هيئة التدريس من حملة درجة الدكتوراه من جامعات محليه وعربية وعالمية متميزة.

## الموقع الجغرافي
يوفر موقع الجامعة إطلالة رائعة على العاصمة عمان ومحافظتي جرش والبلقاء من خلال موقعها المتميز على شارع الأردن في منطقة موبص، وتمتاز مباني الجامعة بطابع معماري يجمع ما بين الأصالة والحضارة والحداثة، وتبعد 12 كم إلى الشمال عن العاصمة عمان .

## الكليات
كلية العلوم الطبية التطبيقية
- قسم العلوم الطبية المخبرية

كلية الشريعة
• قسم الشريعة والدراسات الإسلامية
كلية الهندسة
- الهندسة المدنية
- الهندسة المعمارية
- هندسة الطاقة المتجددة

كلية الصيدلة
- قسم الصيدلة

كلية الأعمال
- قسم المحاسبة
- قسم التمويل
- قسم إدارة الأعمال
- قسم التسويق الرقمي
- قسم نظم المعلومات الإدارية

كلية العلوم الحاسوبية والمعلوماتية
- قسم علم البيانات والذكاء الاصطناعي
- قسم علم الحاسوب
- قسم الأمن السيبراني
- قسم هندسة البرمجيات

كلية القانون
كلية جهاد العودة
- قسم القانون
- قسم القانون الخاص

كلية العلوم التربوية والنفسية
- قسم الإدارة والمناهج وطرق التدريس
- قسم علم النفس التربوي والإرشاد النفسي والتربوي
- قسم التربية الخاصة

كلية الأداب والعلوم
- قسم اللغة الإنجليزية والترجمة
- قسم الرياضيات
- قسم العلوم الأساسية الإنسانية والعلمية

كلية علوم الطيران
- قسم صيانة الطائرات

العمادات
- عمادة شؤون الطلبة
- عمادة البحث العلمي والدراسات العليا

## المراكز

### مركز تكنولوجيا المعلومات والاتصالات
تأسس مركز تكنولوجيا المعلومات والاتصالات في جامعة عمان العربية بقرار من رئيس الجامعة منذ تأسيسها بهدف استخدام تكنولوجيا الحاسوب و المعلومات لطلبة الجامعة وأعضاء الهيئتين التدريسية والإدارية فيها، والمجتمع المحلي. بحيث يقوم المركز بالعمل على حوسبة الأعمال والإجراءات الإدارية في كليات، وعمادات، ودوائر الجامعة، وإعداد البرامج التدريبية في مجالات استخدام تكنولوجيا الحاسوب والمعلومات وإمداد هذه الدوائر بالدعم الفني والبرامج اللازمة. كما يقوم المركز بعقد دورات فنية لموظفي الجامعة، ويهدف المركز إلى توفير جميع الخدمات اللازمة والبنية التحتية في مجال تكنولوجيا الحاسوب والمعلومات في الجامعة والعمل على تطويرها باستمرار.

### مركز اللغات والترجمة
تم تأسيس مركز اللغات في جامعة عمان العربية في عام 2001 ، حيث يعد مركز اللغات وحدة من وحدات الجامعة التي ترتبط أكاديميا بكلية العلوم والآداب والتي تخدم طلاب التخصصات المختلفة في الجامعة .يقوم المركز بتدريس متطلبات الجامعة في اللغة الإنجليزية وذلك لتحسين أداء الطلبة في اللغة الإنجليزية وإكسابهم مهاراتها المختلفة، إضافة إلى ذلك يعمل المركز على عقد دورات في مختلف مهارات اللغة الإنجليزية مثل: دورات اللغة الإنجليزية الشاملة، ودورات المحادثة دورات الترجمة، ودورات تأهيلية تساعد الطلبة على اجتياز امتحان توفل الوطني؛ وذلك من أجل خدمة طلاب الجامعة وأبناء المجتمع المحلي .كما يقوم المركز بتدريس متطلبات الجامعة في اللغة العربية من خلال مستويات، حيث يخضع الطالب المسجل في الجامعة إلى امتحان مستوى يحدد من خلاله المساقات التي يتوجب عليه دراستها خلال مسيرته الجامعي.

### مركز الاستشارات والتدريب
تاسس مركز الاستشارات والدراسات والتدريب وفقا لقرار مجلس العمداء في جامعة عمان العربية والرامي إلى تفعيل دور الجامعة في تاهيل وتدريب ومساعدة الشباب في اكتساب المعرفة العلمية وتطوير المهارات اللازمة لهم والمساهمة في دعم المؤسسات العامة والخاصة برفع كفاءة موظفيها. وتقديم وتحسين الزاد المعرفي على نحو شامل وتمكين الموارد البشرية الأردنية والعربية والارتقاء بالمواهب والافكار وصولا إلى تحسين مخرجات العملية التعلمية بما يتلائم مع متطلبات سوق العمل المحلي والدولي. حيث قام المركز بعقد اتفاقيات مع اكاديميات وشركات تدريب عدة لتنفيذ برامج ودبلومات تدريبية مثل ( إدارة المطارات، إدارة الفنادق والمنشات السياحية، المونتاج السينمائي واللتلفزيوني، صيانة السيارات الهجينة الهايبرد ) والعديد من الدورات الادارية لتطوير اداء الموظفين داخل الجامعة وخارجها

### المركز الطبي
أنشئ المركز الطبي منذ تأسيس الجامعة عام  1999, حيث يقدم الخدمات الطبية والرعاية الصحية الأولية  للطلبة والعاملين من خلال إجراء الفحص السريري للمرضى وصرف العلاج لهم وتقديم الإسعافات  الأولية  للحالات الطارئة، من ضمنها الجروح والحروق والكسور وغيرها، وكذلك فحص ضغط الدم ونسبة السكر في الدم وتخطيط القلب  من اجل اكتشاف مبكر لأمراض القلب والسكري، وهذه الخدمات تقدم بالإشراف فريق صحي وكادر طبي مميز، لأجل تأمين الرعاية الصحية اللازمة .
إن الجامعة حريصة كل الحرص على صحة ابنائها الطلبة والعاملين فيها ومعالجتهم وتوفير الدواء اللازم لكل حالة سواء كان داخل الجامعة في المركز الطبي للحالات الطارئة، أو خارج الجامعة في المستشفيات المعتمدة لدى شركة التامين.

### مركز التعلم الإلكتروني
يسعى مركز التعليم الإلكتروني وبشكل مستمر لتطوير عملية التعليم والتعلم  في جامعة عمان العربية  وذلك من خلال:
- الانتقال إلى بيئة تعليمية تفاعلية متميزة للإسهام في تحقيق أفضل المخرجات التعليمية.
- تدريب ومساعدة أعضاء هيئة التدريس عملياً وتقنياً على تصميم  وتطوير  وتنفيذ المحتوى الإلكتروني للمساقات التي يتم تدريسها في الجامعة.
- تنمية وتطوير مهارات الاتصال والتفكير الإبداعي والنقدي للطلاب.
- ضبط جودة العمل والمنتج في مجال التعليم الإلكتروني.

### مركز الإبداع والابتكار وريادة الأعمال
أضحت مواضيع الإبداع والابتكار وريادة الأعمال على المستوى العالمي والمحلي من أهم الأولويات عند الحكومات والمؤسسات والمخططين الاقتصاديين والتربويين، نظرًا لما تحققه من مزايا كثيرة أبرزها تحقيق التنمية الاقتصادية والاجتماعية الشاملة، وخلق الكثير من فرص العمل، وتحقيق التنمية المستدامة من خلال إنشاء أجيال إبداعية ريادية مؤهلة قادرة علي المنافسة عالميًا. 
وانطلاقا من رسالة جامعة عمان العربية وقيمها الجوهرية والتي ترتكز على تقديم تعليم جامعي متميز، وإنتاج أبحاث علمية إبداعية ريادية تخدم المجتمع، وتساهم في تحقيق التنمية الشاملة. تم استحداث مركز الإبداع والابتكار وريادة الأعمال ليكون أحد اللبنات الأساسية التي تساهم في خلق بيئة الإبداع والابتكار والريادة في الجامعة والمجتمع المحلي. حيث يسعى المركز لنشر وترسيخ ثقافة الإبداع وريادة الأعمال وتوفير جميع الخدمات المتكاملة للمبدعين ورياديي الأعمال لدعمهم ورعايتهم وتنمية قدراتهم وتطوير ابتكاراتهم من الفكرة إلى أن يصبح لديهم مشروعهم الريادي الخاص.
فالمركز يرحب بجميع منسوبي الجامعة والمجتمع المحلي ليكونوا شركاءنا في النجاح والتطوير والتقدم ولنساهم معًا في تعزيز مفهوم المسؤولية المجتمعية والتنمية المستدامة للاقتصاد الوطني.

### مركز التطوير الأكاديمي وضمان الجودة
انطلاقاً من سعي جامعة عمان العربية لمواكبة جميع التطورات المحلية والعالمية في مجال التعليم العالي، فقد تم إنشاء عدة دوائر تختص بتجويد العملية التعليمية وتطوير الجوانب الإدارية كدائرة ضمان الجودة ومكتب الاعتماد، وفي عام 2021 قامت الجامعة باستحداث دائرة التطوير الأكاديمي والتي تهتم بتطوير الأداء الأكاديمي، ثم تقرر دمج هذه الدوائر تحت مظلة مركز التطوير الأكاديمي وضمان الجودة والذي يشمل عدة دوائر وهي: دائرة التطوير الأكاديمي ودائرة التخطيط وضمان الجودة ودائرة الاعتماد والتصنيف.
ويعد المركز وحدة إدارية علمية مستقلة تختص بإعداد الأنظمة والتعليمات والسياسات الناظمة لعمل الجامعة ومراقبة تنفيذها في جميع وحدات الجامعة الأكاديمية والإدارية. كما يقوم المركز بمتابعة تنفيذ الخطة الاستراتيجية للجامعة، ومراقبة أسس الاعتماد المطبقة. ويسعى المركز للارتقاء بمستوى الأداء الأكاديمي والمهني وتطوير مهارات أعضاء هيئة التدريس في مجالات التدريس والتقويم وإعداد الامتحانات ووصف المساقات من خلال تطبيق معايير الجودة. ويعمل المركز بالتعاون مع جميع الكليات والدوائر والمراكز للحصول على مراتب متقدمة في التصنيفات المحلية والعالمية، كما يعقد المركز بشكل دوري ورشاً تدريبيةً لأعضاء الهيئة التدريسية والتي تهدف لتطوير الأداء المهني والأكاديمي لهم، بالإضافة لذلك يسعى المركز لتوجيه كليات الجامعة للحصول على الاعتمادات الدولية للبرامج الاكاديمية.

## وصلات خارجية
- موقع الجامعة الرسمي